# Jelena Andrejevna Ribakina
Jelena Andrejevna Ribakina (Moszkva, 1999. június 17. –) orosz születésű, 2018 óta Kazahsztán színeiben versenyző, Grand Slam-tornagyőztes hivatásos teniszezőnő. A nemzetközi versenyeken a nevét Elena Rybakina alakban használják.
Pályafutása során kilenc alkalommal győzött egyéniben WTA-tornán, emellett négy egyéni és négy páros ITF-tornagyőzelmet szerzett.
Első WTA-döntőjébe 2019 júliusában került a BRD Bucharest Openen, amit meg is nyert Patricia Maria Țig ellen. Eredményével 40 helyet javítva először került a Top100-ba, egyből a 65. helyre. A Top10-be a 2023-as Australian Open döntője után került. Legmagasabb világranglista-helyezése egyéniben a 2023. június 12-én elért 3. helyezés, párosban a legjobbjaként 2021. október 18-án a 48. helyen állt.
Grand Slam-tornákon a legjobb eredménye egyéniben a 2022-es wimbledoni teniszbajnokságon elért győzelem, míg párosban a negyeddöntőig jutott 2021-ben a Roland Garroson.
A 2024-es US Openig Stefano Vukov, majd 2025-től Goran Ivanišević az edzője.

## Grand Slam döntői

### Egyéni

#### Győzelmei (1)
| Év   | Bajnokság | Borítás | Ellenfél     | Eredmény      |
| ---- | --------- | ------- | ------------ | ------------- |
| 2022 | Wimbledon | Fű      | Unsz Dzsábir | 3–6, 6–2, 6–2 |

#### Elveszített döntői (1)
| Év   | Bajnokság       | Borítás | Ellenfél         | Eredmény      |
| ---- | --------------- | ------- | ---------------- | ------------- |
| 2023 | Australian Open | Kemény  | Arina Szabalenka | 6–4, 3–6, 4–6 |

## WTA döntői

### Egyéni

#### Győzelmei (9)
| Összesítés            |                              |
| Grand Slam-torna (1)  |                              |
| Premier Mandatory (0) | WTA 1000 (kötelező)* (1)     |
| Premier Five (0)      | WTA 1000 (nem kötelező)* (1) |
| Premier (0)           | WTA 500* (4)                 |
| International (2)     | WTA 250* (0)                 |

*2021-től megváltozott a tornák kategóriáinak elnevezése.
| No. | Dátum             | Torna                                                      | Borítás   | Ellenfél             | Eredmény          | Megj.     |
| --- | ----------------- | ---------------------------------------------------------- | --------- | -------------------- | ----------------- | --------- |
| 1.  | 2019. július 21.  | BRD Bucharest Open, Bukarest                               | Salak     | Patricia Maria Țig   | 6–2, 6–0          |           |
| 2.  | 2020. január 18.  | Moorilla Hobart International, Hobart, Ausztrália          | Kemény    | Csang Suaj           | 7–6(7), 6–3       |           |
| 3.  | 2022. július 9.   | Wimbledon, London                                          | Fű        | Unsz Dzsábir         | 3–6, 6–2, 6–2     | részletek |
| 4.  | 2023. március 19. | Indian Wells Open, Indian Wells, Amerikai Egyesült Államok | Kemény    | Arina Szabalenka     | 7–6(11), 6–4      |           |
| 5.  | 2023. május 21.   | Italian Open, Róma, Olaszország                            | Salak     | Anhelina Kalinyina   | 6–4, 1–0, feladta |           |
| 6.  | 2024. január 7.   | Brisbane International, Brisbane, Ausztrália               | Kemény    | Arina Szabalenka     | 6–0, 6–3          |           |
| 7.  | 2024. február 11. | Abu Dhabi Open, Abu-Dzabi, Egyesült Arab Emírségek         | Kemény    | Darja Kaszatkina     | 6–1, 6–4          |           |
| 8.  | 2024. április 21. | Stuttgart Open, Stuttgart, Németország                     | Salak (f) | Marta Kosztyuk       | 6–1, 6–4          |           |
| 9.  | 2025. május 24.   | Internationaux de Strasbourg, Strasbourg, Franciaország    | Salak     | Ljudmila Szamszonova | 6–1, 6–7(2), 6–1  |           |

#### Elveszített döntői (11)
| No. | Dátum                | Torna                                                    | Borítás    | Ellenfél                  | Eredmény            | Megj. |
| --- | -------------------- | -------------------------------------------------------- | ---------- | ------------------------- | ------------------- | ----- |
| 1.  | 2019. szeptember 15. | Jiangxi Open, Nancsang                                   | Kemény     | Rebecca Peterson          | 2–6, 0–6            |       |
| 2.  | 2020. január 11.     | Shenzhen Open, Sencsen, Kína                             | Kemény     | Jekatyerina Alekszandrova | 2–6, 4–6            |       |
| 3.  | 2020. február 16.    | St. Petersburg Ladies Trophy, Szentpétervár, Oroszország | Kemény (f) | Kiki Bertens              | 1–6, 3–6            |       |
| 4.  | 2020. február 23.    | Dubai Duty Free Tennis Championships, Dubaj              | Kemény     | Simona Halep              | 6–3, 3–6, 6–7(5)    |       |
| 5.  | 2020. szeptember 26. | Internationaux de Strasbourg, Strasbourg, Franciaország  | Salak      | Elina Szvitolina          | 4–6, 6–1, 2–6       |       |
| 6.  | 2022. január 9.      | Adelaide International, Adelaide, Ausztrália             | Kemény     | Ashleigh Barty            | 3–6, 2–6            |       |
| 7.  | 2022. szeptember 18. | Slovenia Open, Portorož, Szlovénia                       | Kemény     | Kateřina Siniaková        | 7–6(4), 6–7(5), 4–6 |       |
| 8.  | 2023. január 28.     | Australian Open, Melbourne, Ausztrália                   | Kemény     | Arina Szabalenka          | 6–4, 3–6, 4–6       |       |
| 9.  | 2023. április 9.     | Miami Open, Miami, Amerikai Egyesült Államok             | Kemény     | Petra Kvitová             | 6–7(14), 2–6        |       |
| 10. | 2024. február 17.    | Qatar Open, Doha, Katar                                  | Kemény     | Iga Świątek               | 6–7(8), 2–6         |       |
| 11. | 2024. március 31.    | Miami Open, Miami, USA                                   | Kemény     | Danielle Collins          | 5–7, 3–6            |       |

### Páros

#### Elveszített döntői (2)
| Összesítés                  |
| Grand Slam-torna (0)        |
| WTA 1000 (kötelező)* (0)    |
| WTA 1000 (nem kötelező) (0) |
| WTA 500* (0)                |
| WTA 250* (0)                |

| No. | Dátum             | Helyszín                           | Borítás | Partner                     | Ellenfél a döntőben           | Eredmény a döntőben | Eredmény a döntőben |
| 1.  | 2021. október 16. | Indian Wells Masters, Indian Wells | Kemény  | Veronyika Kugyermetova      | Hszie Su-vej Elise Mertens    | 6–7(1), 3–6         |                     |
| 2.  | 2023. január 14.  | Adelaide International, Adelaide   | Kemény  | Anasztaszija Pavljucsenkova | Luisa Stefani Taylor Townsend | 5–7, 6–7(3)         |                     |

## ITF-döntői 13: (8–5)

### Egyéni: 9 (4–5)
| Díjazás        |
| -------------- |
| $100,000 torna |
| $75,000 torna  |
| $50,000 torna  |
| $25,000 torna  |
| $15,000 torna  |
| $10,000 torna  |

| Eredmény | No. | Dátum              | Torna                  | Borítás    | Ellenfél            | Eredmény         |
| -------- | --- | ------------------ | ---------------------- | ---------- | ------------------- | ---------------- |
| Döntős   | 1.  | 2015. november 22. | Antalya, Törökország   | Salak      | Ekaterine Gorgodze  | 5–7, 7–6(3), 3–6 |
| Döntős   | 2.  | 2016. november 19. | Helsinki, Finnország   | Kemény (f) | Karen Barritza      | 3–6, 4–6         |
| Döntős   | 3.  | 2017. június 25.   | Fergana, Üzbegisztán   | Kemény     | Sabina Saripova     | 4–6, 6–7(5)      |
| Győztes  | 1.  | 2018. március 17.  | Kazany, Oroszország    | Kemény (f) | Darja Nazarkina     | 6–4, 7–6(5)      |
| Döntős   | 4.  | 2018. április 14.  | Isztambul, Törökország | Kemény     | Sabina Saripova     | 6–7(0), 4–6      |
| Döntős   | 5.  | 2019. január 6.    | Playford, Ausztrália   | Kemény     | Anna Kalinszkaja    | 4–6, 4–6         |
| Győztes  | 2.  | 2019. február 3.   | Launceston, Ausztrália | Kemény     | Irina Hromacsova    | 7–5, 3–3 feladta |
| Győztes  | 3.  | 2019. március 3.   | Moszkva, Oroszország   | Kemény (f) | Hanna Poznyihirenko | 7–5, 6–0         |
| Győztes  | 4.  | 2019. március 17.  | Kazany, Oroszország    | Kemény (f) | Urszula Radwańska   | 6–2, 6–3         |

### Páros: 4 (4–0)
| Díjazás        |
| -------------- |
| $100,000 torna |
| $80,000 torna  |
| $60,000 torna  |
| $25,000 torna  |
| $15,000 torna  |

| Eredmény | No. | Dátum             | Torna                  | Borítás    | Partner               | Ellenfél                              | Eredmény         |
| -------- | --- | ----------------- | ---------------------- | ---------- | --------------------- | ------------------------------------- | ---------------- |
| Győztes  | 1.  | 2017. április 1.  | Isztambul, Törökország | Kemény (f) | Jekatyerina Kazionova | Eléni Danjilídu Vlada Ekshibarova     | 6–1, 6–3         |
| Győztes  | 2.  | 2017. május 6.    | Antalya, Törökország   | Salak      | Amina Ansba           | Darja Nazarkina Anna Ukolova          | 7–5, 4–6, [10–8] |
| Győztes  | 3.  | 2018. március 16. | Kazany, Oroszország    | Kemény (f) | Aljona Fomina         | Anasztaszija Frolova Kszenyija Likina | 6–4, 1–6, [10–6] |
| Győztes  | 4.  | 2019. március 2   | Moszkva, Oroszország   | Kemény (f) | Szofja Lanszere       | Hanna Poznyihirenko Vivian Heisen     | 1–6, 6–3, [10–4] |

## Eredményei Grand Slam-tornákon

### Egyéniben
| Grand Slam | Australian Open | Australian Open  | Roland Garros | Roland Garros      | Wimbledon      | Wimbledon          | US Open        | US Open          |
| Év         | Eredmény        | Utolsó ellenfél  | Eredmény      | Utolsó ellenfél    | Eredmény       | Utolsó ellenfél    | Eredmény       | Utolsó ellenfél  |
| 2018       | –               | –                | –             | –                  | –              | –                  | Selejtező (Q2) | Selejtező (Q2)   |
| 2019       | Selejtező (Q1)  | Selejtező (Q1)   | 1. kör        | Kateřina Siniaková | Selejtező (Q3) | Selejtező (Q3)     | 1. kör         | Karolína Muchová |
| 2020       | 3. kör          | Ashleigh Barty   | 2. kör        | Fiona Ferro        | elmaradt       | elmaradt           | 2. kör         | Shelby Rogers    |
| 2021       | 2. kör          | Fiona Ferro      | Negyeddöntő   | A Pavljucsenkova   | 4. kör         | Arina Szabalenka   | 3. kör         | Simona Halep     |
| 2022       | 2. kör          | Csang Suaj       | 3. kör        | Madison Keys       | Győzelem       | Unsz Dzsábir       | 1. kör         | Clara Burel      |
| 2023       | Döntő           | Arina Szabalenka | 3. kör        | S Sorribes Tormo   | Negyeddöntő    | Unsz Dzsábir       | 3. kör         | Sorana Cîrstea   |
| 2024       | 2. kör          | Anna Blinkova    | Negyeddöntő   | Jasmine Paolini    | Elődöntő       | Barbora Krejčíková | 2. kör         | Jessika Ponchet  |
| 2025       | 4. kör          | Madison Keys     | 4. kör        | Iga Świątek        | 3. kör         | Clara Tauson       |                |                  |

## Év végi világranglista-helyezései
| Év     | 2016  | 2017 | 2018 | 2019 | 2020 | 2021 | 2022 | 2023 | 2024 |
| Egyéni | 614.  | 425. | 191. | 37.  | 19.  | 14.  | 22.  | 4.   | 6.   |
| Páros  | 1165. | 682. | 484. | 516. | 362. | 49.  | 442. | 119. | –    |